# Amphistomus tuberculatus
Amphistomus tuberculatus är en skalbaggsart som beskrevs av Lansberge 1885. Amphistomus tuberculatus ingår i släktet Amphistomus och familjen bladhorningar. Inga underarter finns listade i Catalogue of Life.